# Deník komorné
Deník komorné (v originale Le Journal d'une femme de chambre) je společenský a satirický román francouzského spisovatele, dramatika a politika Octava Mirbeaua z roku 1900. Mirbeau v příběhu komorné Celestiny kritizuje zbohatlíky i služebnictvo, které okrádá a podvádí své pány.

## Česká vydání
- Deník panské, Pilsen, Benisko a Jerab, 377 s, přeložil Arnošt Procháska.
- Deník hezké komorné, Praha, Kober, 1905, 268 s, přeložil K. Petrik.
- Deník komorné, Praha, Melantrich, 1979, 339 s, přeložil Radovan Krátký.
- Deník komorné, Praha, Svoboda, 1993, 325 s, přeložil Radovan Krátký.

## Filmové adaptace

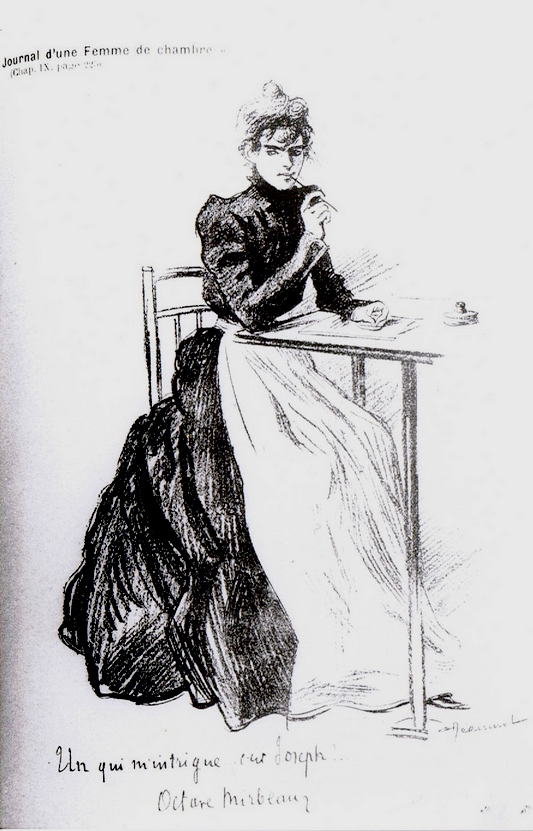
Postava "Célestine". Le Journal d'une femme de chambre, d'Octave Mirbeau (1848-1917)

- Postava "Célestine". Le Journal d'une femme de chambre, d'Octave Mirbeau (1848-1917)1916 : Дневник горничной, Rusko, režie M. Martov.
- 1946 : Diary of a Chambermaid, USA, režie Jean Renoir.
- 1964 : Le Journal d'une femme de chambre, Francie, režie Luis Buñuel.
- 2015 : Journal d’une femme de chambre, Francie, režie Benoît Jacquot, Léa Seydoux jako als Célestine a Vincent Lindon jako Joseph.

## Rozhlasové adaptace
- 2006 Český rozhlas, zpracováno jako sedmidílná dramatizovaná četba na pokračování, překlad: Radovan Krátký, rozhlasová úprava a režie: Miroslav Buriánek, účinkují: Jana Kubátová, René Přibil, Jindra Brendlová, Jindřiška Crhová a Jiří Miegl.[1]